# Južni Ural
Južni Ural, južni dio planinskog lanca Urala i ujedno njegov najširi dio. Proteže se Zapadnosibirskom nizinom između rijeka Ufe i Urala u dužini od 550 kilometara. Najviši vrh Južnog Urala je Jamantau (1640 m).
Južni Ural poznat je po ležištima željezne rude, ugljena, nafte i prirodnoga plina. U području gorja prevladava kontinentalna snježno-šumska klima s prosječnim siječlanjskim temperaturama i do –20°C. Istočni pristranci Južnog Urala primaju godišnje do 300 mm oborina, dok su zapadni znatno vlažniji (do 1000 mm). Na Južnom Uralu razvijena je prijelazna stepa (šumo-stepa) i stepa.
Središtem južnouralskog područja smatra se grad Ufa, ujedno i glavni grad Baškirsije.